# フェラーリ・360モデナ
フェラーリ・360モデナ（Ferrari 360 Modena）は、イタリアの自動車メーカーのフェラーリが1999年から2005年にかけて製造、販売したミッドシップレイアウトの2シータースポーツカーである。

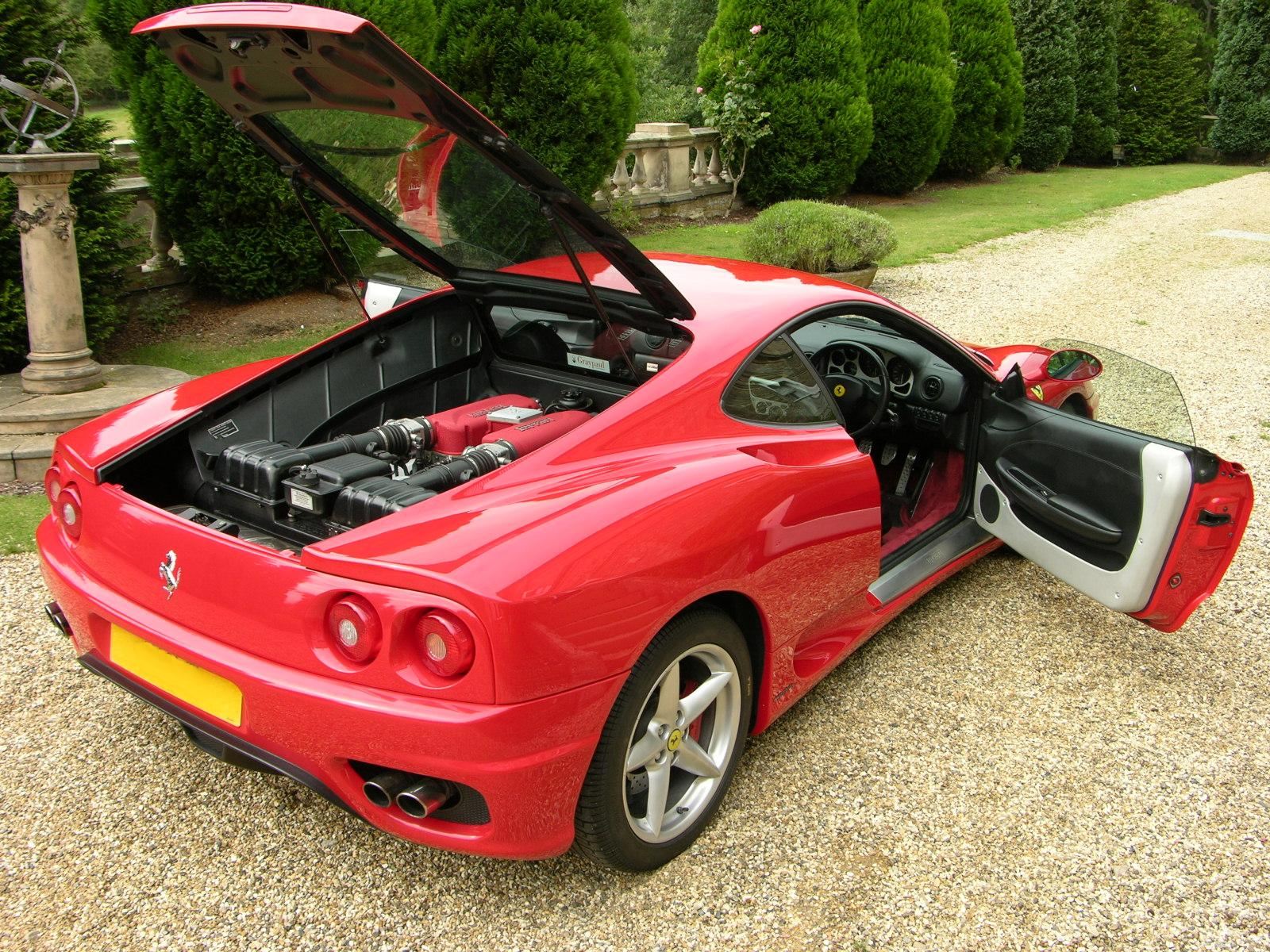
リヤビュー

## 概要
360モデナはF355の後継車種として登場。3.6Lエンジンを搭載することから「360」の名称が付いた。また「モデナ」はフェラーリが本拠地を構えるイタリアのモデナ県からきている。
ピニンファリーナ社のイタリア人デザイナー・ダビデ・アルカンジェリがデザインを担当した（ディレクターは奥山清行）。ダクト形状やドアノブは女性の爪をイメージしている。
フェラーリのラインナップの中ではエントリーモデル的存在であった。F355まで採用されていたトンネルバックスタイルは廃止され、360モデナからクーペモデルにはファストバックスタイルを採用。エンジンフードがガラス製になり、エンジンが透過できる。なお、バックしている途中にドアを開けると自動的にニュートラルに入るため、ドア開けバック走行は不可能である。
アルコア製のアルミニウム押し出し材によるオールアルミ製スペースフレームを採用し、外装もアルミ製である。またF355から空力的にも大幅に進化しており、180mph（約290km/h）で、F355比で約4倍の180kgのダウンフォース量を発生する。カタログデータによるトップスピードは295km/h、0-100km/hは4.5秒、0-400mは12.6秒である。
2005年に生産を終了し、後継車種のF430にバトンタッチした。モデナはクーペ版販売の時期がF1におけるスクーデリア・フェラーリの黄金期と重なり、当時の史上最多の販売台数を記録した。

## 歴史

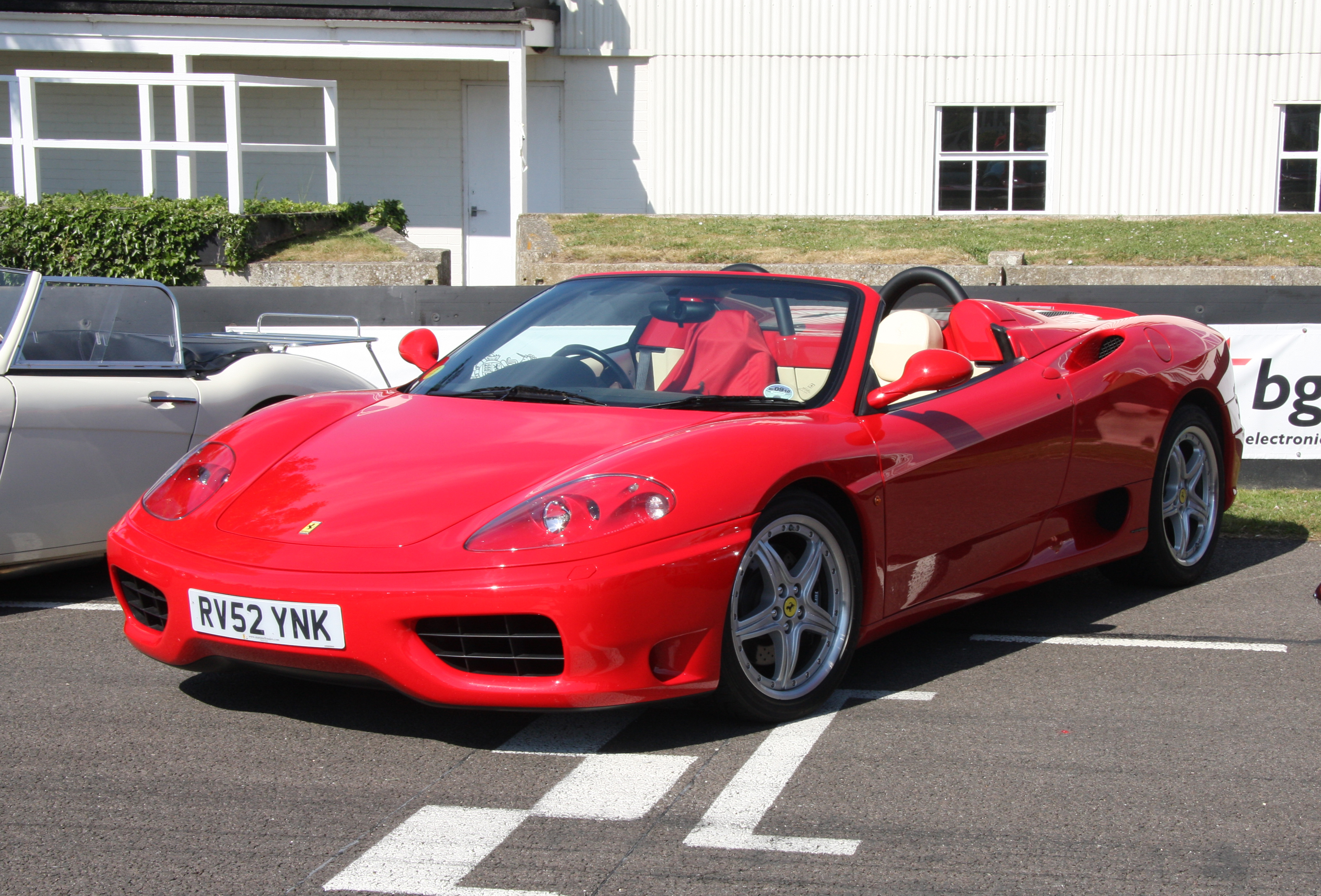
360スパイダー

### 製造年（1999年-2005年）
- 1999年 - 発表。同年から日本でもクーペの「360モデナ」「360モデナF1」の販売が始まった。
- 2000年 - フェラーリのオープンモデル20作目となるオープンカーの「360スパイダー」「360スパイダーF1」を追加。なおGTSはF355を最後に廃止されたため、設定されない。360モデナのスパイダー版という意味で「モデスパ」と呼ばれることもあるが、モデナはあくまでクーペの名称であり「360スパイダー」が正しいモデル名である。
- 2002年 - ヘッドライトの形状変更により、前年モデルまでの課題であった光が散らばる現象を克服
- 2003年 - 360チャレンジの公道仕様となるチャレンジ・ストラダーレの販売開始。
- 2005年 - 生産終了。

#### 特徴・機構
日本での価格は1,758-2,026万円（最終モデル）で、左ハンドルのみの展開であった。ただし、オプションで右ハンドルを選択することも可能であった。
エンジンはF355の3.5L V8エンジンのブロックを延長し、ストロークを2mm拡大した、1気筒5バルブの3.6L V8エンジンをミッドシップに搭載する。このエンジンは、F355比で出力は20PS、トルクは1.3kg·m向上している。
トランスミッションもF355と同様、従来の6速MTと6速セミAT（F1マチック）を設定しているが、F1マチックには改良が施され、シフトダウン時にブリッピングが自動で行われるようになった。F1マチック搭載車はステアリングのパドルで変速を行う。
走りを楽しみたいユーザーはTCU（トランスミッション・コントロール・ユニット）をチャレンジストラダーレのものに交換し、ノーマルよりブリッピングがスムーズに行われるようにするのも楽しみの一つである。交換により、クラッチの繋がりがスムーズになり、クラッチの消耗も遅めることができる。
「360スパイダー」「360スパイダーF1」はトンネルバックスタイルを採用している。コンバーチブルトップは独CTS社製で、7本の油圧シリンダーによりスイッチひとつで開閉することが可能である。横転時の安全対策として、シート後方には固定式のロールバーが備わる。

### グレード一覧
| グレード               | 製造期間      | 排気量 | エンジン     | 最大出力                           | 変速機    | 駆動方式 |
| ---------------------- | ------------- | ------ | ------------ | ---------------------------------- | --------- | -------- |
| 360モデナ              | 1999年-2005年 | 3.6L   | V型8気筒DOHC | 400PS/8,500rpm 38.0kg·m/4,750rpm   | 6速MT     | MR       |
| 360スパイダー          | 2000年-2005年 | 3.6L   | V型8気筒DOHC | 400PS/8,500rpm 38.0kg·m/4,750rpm   | 6速MT     | MR       |
| 360モデナF1            | 1999年-2005年 | 3.6L   | V型8気筒DOHC | 400PS/8,500rpm 38.0kg·m/4,750rpm   | 6速セミAT | MR       |
| 360スパイダーF1        | 2000年-2005年 | 3.6L   | V型8気筒DOHC | 400PS/8,500rpm 38.0kg·m/4,750rpm   | 6速セミAT | MR       |
| チャレンジストラダーレ | 2003年-2005年 | 3.6L   | V型8気筒DOHC | 425bhp/8,500rpm 275lbs·ft/4,750rpm | 6速セミAT | MR       |

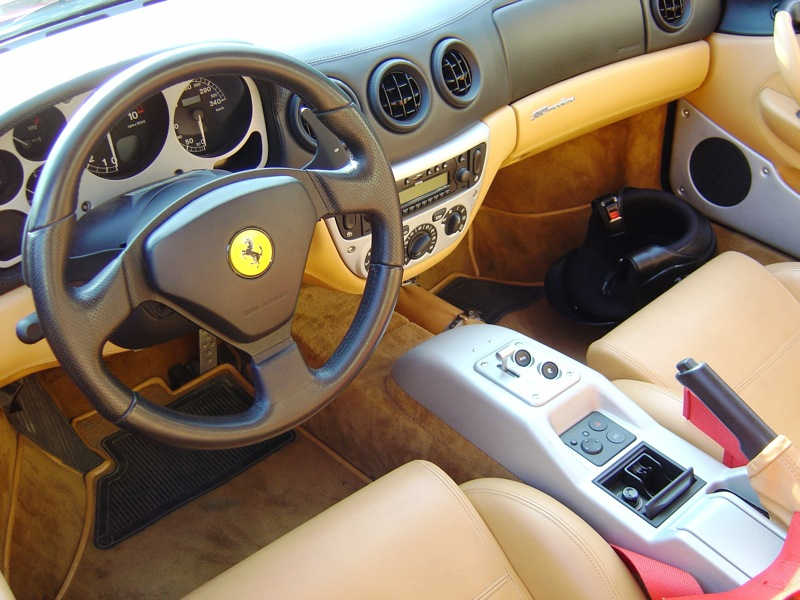
F1マチック車の運転席
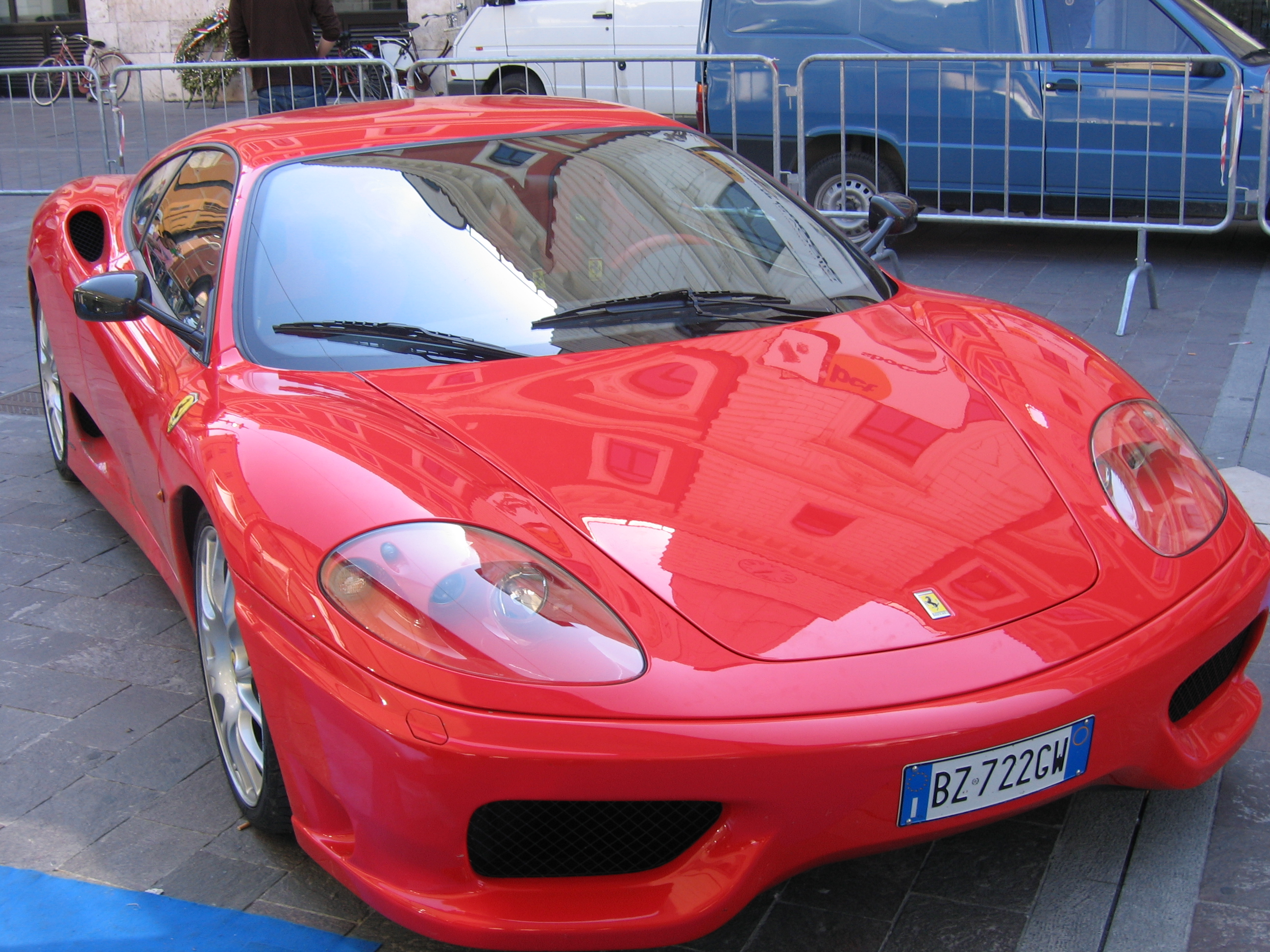
チャレンジ・ストラダーレ（2003年）

## モータースポーツへの参戦
2001年から、それまでのF355に代わり、360モデナがTeam JIM GAINERから全日本GT選手権（JGTC）に出場、2005年にSUPER GTに変更されてからも参戦した。2008年に、後継車であるF430にその座を明け渡したが、2009年に復活した。
フェラーリのワンメイクレースにはひと足速く、「360チャレンジ」の名称で2000年から投入されている。ちなみに車種の流れは348→F355→360→F430というもの。また、FIA GT選手権に参戦するプライベーターのために、360チャレンジをベースにしてNテクノロジーが作った「360N-GT」、それをベースにフェラーリとミケロットがさらに高度なモディファイを施した「360GTC」も存在する。